# アローズ・オストラヴァ
アローズ・オストラヴァ（SKSB Arrows Ostrava）は、チェコのプロ野球チームである。チェコ・エクストラリーガに創設年から所属し、リーグ戦では3回、カップ戦（チェコ・ベースボール・カップ）では2回優勝している。モラヴィア・スレスコ州オストラヴァのポルバ地区に位置するアローズパーク・オストラヴァ（Arrows Park Ostrava）を本拠地としている。

## 歴史
クラブのルーツは1971年、ズデニェク・ブロスコンカを中心としたハイキングクラブの若者たちがキャンプ等の遠征の際にソフトボールを始めたことに遡る。当初はペルモン・オストラヴァという名前で活動し、1973年にはムラデー・ブキで開催されたソフトボール大会に出場した。1975年と1976年の同大会で優勝するなどの成果を挙げたことを受けて、オストラヴァのプストコヴェツ地区で活動していた運動協会「ZJソコル・プストコヴェツ」にソフトボールと野球の部門が設置されることとなり、男子チームに加えて女子チームが結成された。1981年にはモラヴィアン・ベースボールリーグへ加盟した。
1985年、クラブはオストラヴァ最大の運動協会である「TJ VOKDポルバ」に移管されたが、当時すでに150人の会員がおり、その75%が8歳から18歳までの若者であった。1988年には当時のチェコスロバキアで最大規模となるソフトボールと野球の複合施設の建設に着手。1989年のビロード革命に伴う社会情勢の混乱によって一度は中止されたが、1998年に完成した。以後、本拠地アローズパークはチェコ最大級の野球・ソフトボール施設として積極的に国際大会を誘致している。
1994年、地元企業などとの交渉の結果、野球・ソフトボール部門がVOKDから独立することが決定し、SKSBアローズが設立された。現在では、チェコ東部のシレジア地域で最大の会員数を誇る野球クラブとなっている。